# Matthias Plachta
Matthias Plachta (ur. 16 maja 1991 we Fryburgu Bryzgowijskim) – niemiecki hokeista pochodzenia polskiego, reprezentant Niemiec, dwukrotny olimpijczyk.
Jest synem Jacka, polskiego hokeisty, wieloletniego zawodnika niemieckich klubów, później także trenera.

## Kariera
- Schwenninger ERC U16 (2005-2006)
- Jungadler Mannheim U18 (2006-2009)
- Heilbronner Falken (2009-2011)
- Adler Mannheim (2010-2015)
- Springfield Falcons (2015-2016)
- Wilkes-Barre/Scranton Penguins (2016)
- Adler Mannheim (2016-)

Urodził się we Fryburgu Bryzgowijskim (w tym czasie jego ojciec Jacek Plachta  grał w klubie EHC Freiburg). Karierę rozpoczynał w klubie SERC Wild Wings (w tym czasie jego ojciec grał w seniorskiej drużynie tego klubu). Od 2006 był juniorskim graczem klubu z Mannheim. W barwach Jungadler Mannheim U18 dwukrotnie zdobywał mistrzostwo Niemiec juniorów (Nachwuchsliga, DNL) w 2008 i 2009.
Od 2009 na zasadach podwójnej licencji występował w klubie Heilbronner Falken, a jednocześnie grał w klubie Adler Mannheim, z którym w listopadzie 2010 przedłużył kontrakt o dwa lata. Od 2011 jest wyłącznie zawodnikiem Adler. W lutym 2013 roku w trakcie sezonu DEL (2012/2013) doznał kontuzji. Jego wcześniejsza umowa wygasała w kwietniu 2013. W kwietniu 2013 przedłużył kontrakt o dwa lata. Pod koniec grudnia 2014 podpisał umowę z klubem, ważną do 30 kwietnia 2020. W maju 2015 został zawodnikiem amerykańskiego klubu Arizona Coyotes w lidze NHL. Na początku 2015 został przekazany do zespołu farmerskiego Springfield Falcons. Od końca lutego 2016 zawodnik Pittsburgh Penguins i przekazany do zespołu farmerskiego Wilkes-Barre/Scranton Penguins. W czerwcu 2016 został zwolniony z Pittsburgha. Wówczas został ponownie zawodnikiem Adler Mannheim. W grudniu 2019 przedłużył kontrakt z klubem o trzy lata.
W przeszłości był juniorskim reprezentantem Niemiec. Uczestniczył w turniejach mistrzostw świata do lat 17 edycji 2008, mistrzostw świata juniorów do lat 18 edycji 2009, mistrzostw świata juniorów do lat 20 edycji 2010, 2011. W 2011 został reprezentantem seniorskiej kadry Niemiec. Uczestniczył w turniejach mistrzostw świata w 2014 (strzelił gola w pierwszym meczu 10 maja 2014), 2015, 2017, 2018, 2019, 2021, 2022 oraz zimowych igrzysk olimpijskich 2018, 2022.

## Sukcesy
Reprezentacyjne
- Awans do MŚ do lat 20 Elity: 2010
- Srebrny medal zimowych igrzysk olimpijskich: 2018

Klubowe
- Złoty medal mistrzostw Niemiec juniorów (DNL): 2008, 2009 z Jungadler Mannheim U18
- Srebrny medal mistrzostw Niemiec: 2012 z Adler Mannheim
- Złoty medal mistrzostw Niemiec: 2015, 2019 z Adler Mannheim

Indywidualne
- Mistrzostwa świata do lat 18 w hokeju na lodzie mężczyzn 2009/Elita:
  - Jeden z trzech najlepszych zawodników reprezentacji[17]